# Otto Lohmüller
Otto Lohmüller (* 4. Februar 1943 in Gengenbach) ist ein deutscher Retuscheur und bekannt als Autor von Pfadfinder-Abenteuerbüchern und Hobbymaler, dessen Werk zahlreiche Aktdarstellungen von minderjährigen Jungen umfasst. Einige davon entstanden auf Naturisten-Anlagen wie CHM-Montalivet und „Le Bois de Sablière“ in Saint-Privat-de-Champclos. Er benutzt das Künstlersignet Otolo.

## Biografie
Otto Lohmüller wuchs in Gengenbach auf, wo er heute noch lebt. 1961 begann er in Offenburg eine Lehre als Tiefdruckretuscheur und arbeitete später in diesem Beruf bei einem großen deutschen Verlag. Lohmüller ist verheiratet und hat zwei Söhne, welche als junge Naturisten und Pfadfinder aufgewachsen sind und wiederholt Modell für seine Nacktbilder von minderjährigen Jungen standen. 
Lohmüller illustrierte zahlreiche Liederbücher, Gedichtbände und Bücher aus dem Bereich der Bündischen Jugend und der Pfadfinder. Im Eigenverlag veröffentlichte er einen Band mit dem Titel Ich sag Ja, der vorwiegend Porträt- und Aktzeichnungen von Knaben enthält.
Als Pfadfinderführer übernahm er die Altersstufe der örtlichen Jungpfadfinder. Diese entsprach, mit Kindern zwischen 11 und 13 Jahren, der Altersstufe der Aktmodelle seiner zahlreichen Bilder von nackten Jungen, wobei Lohmüller seine Aktmodelle vereinzelt auch bekleidet, in Pfadfinderuniform, darstellte.
1986 brachte er sein zweites Buch Species Knabe heraus, das Nackt-Skizzen minderjähriger Jungen mit dem Tuschezeichner enthält. 1987 folgte der Band KALÓS, der ebenfalls Nacktbildnisse minderjähriger Jungen enthält.
1990 erschien ein Band mit dem Titel Gesichter. Auch gab es in der folgenden Zeit Bilder zu aktuellen Themen und Ärgernissen sowie menschlichen Schwächen, von Menschen und ihren Bräuchen, vom Schwarzwald bis nach Übersee.
Der Schwerpunkt in Lohmüllers Werk ist jedoch die große Anzahl der Knabenbildnisse, vornehmlich bestehend aus Akten und Porträts. Bei den Akten stehen vor allem Nacktbilder von Jungen um den Pubertätsbeginn im Vordergrund, wobei Lohmüller die Geschlechtsteile oft neutral darstellt.